# Sarah Maestri
Sarah Maestri (Luino, 21 dicembre 1979) è un'attrice italiana.

## Biografia

### Origini e formazione
Inizia a studiare recitazione nel 1996 presso la scuola Teatro blu, diretta da Silvia Priori, a Roma per poi passare alla scuola di recitazione Quelli di Grock di Milano (1999). Al contempo studia canto e frequenta vari seminari di recitazione, mimo, pantomima e clownerie fino circa al 2004. Dal punto di vista scolastico, ha studiato presso l'Educandato Maria Santissima Bambina di Roggiano, conseguendo la maturità magistrale e l'abilitazione professionale come maestra d'asilo.

### Carriera artistica

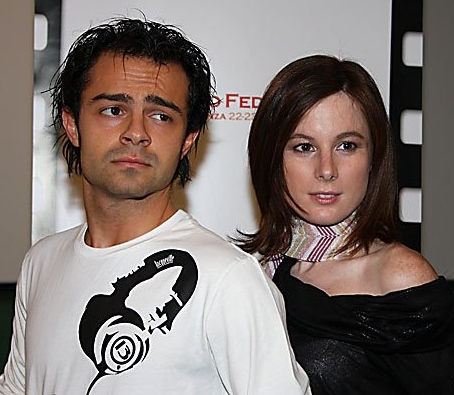
Andrea De Rosa e Sarah Maestri, coprotagonisti in Notte prima degli esami e Notte prima degli esami - Oggi

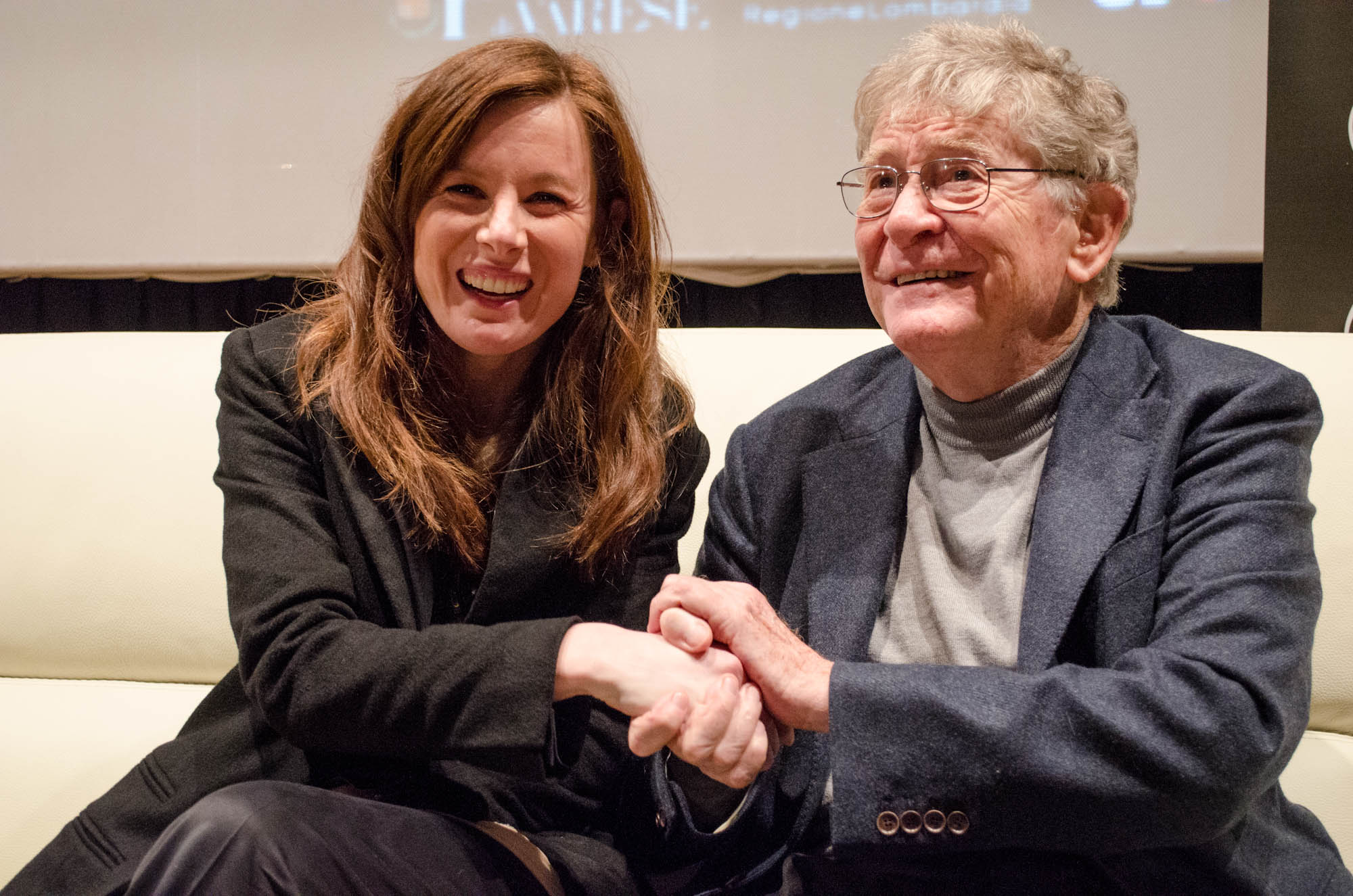
Sarah Maestri con Ermanno Olmi nel 2013

Esordisce come attrice in teatro nel 1997 interpretando la piéce Puck, tratta da Sogno di una notte di mezza estate, per la regia di Silvia Priori; per alcuni anni a seguire si esibisce in vari altri spettacoli teatrali, prevalentemente all'interno della provincia di Varese. Nel 1998 fu protagonista di uno spot televisivo contro l'uso della droga promosso dal Dipartimento per la solidarietà sociale, per la regia di Davide Ferrario, mentre nel 1999 interpretò il personaggio Martina Rossi nella soap opera Vivere di Canale 5. Nel 2002 apparve in uno spot promozionale di Italia 1 ed entrò nel cast della soap opera CentoVetrine, sempre su Canale 5, ove interpretò il personaggio di Virginia Forti fino al 2004; per questo ruolo vinse la Telegrolla d'oro 2003 come migliore attrice di soap opera.
Nel cinema il debutto avviene nel 2001, con il film I cavalieri che fecero l'impresa di Pupi Avati, in cui interpreta il ruolo di Odilia.
Con il ruolo di Alice Corradi nel film Notte prima degli esami di Fausto Brizzi, la Maestri acquisisce popolarità, bissata nel sequel Notte prima degli esami - Oggi con cui si aggiudica il Magna Grecia Awards - Edizione Speciale X Anno.
In questo periodo si è avvicinata alla fede cattolica, arrivando ad aderire alla Comunità Nuovi Orizzonti con la collaborazione a varie iniziative da essa organizzate.
Dall'8 al 20 settembre 2008 è stata la voce de La Mezzanotte di Radio 2, conducendo il programma radiofonico Non voglio mica la luna, in onda su Rai Radio 2 da mezzanotte alle due del mattino. Sempre nel 2008 ha avuto un'esperienza musicale, duettando con Daniele Stefani nell'interpretazione della canzone Niente di speciale, e recitando nel relativo videoclip insieme a Giulio Berruti e Andrea Miglio Risi. Tale progetto è stato realizzato sotto il patrocinio dell'Ente Nazionale Sordi, beneficiario del ricavato: la canzone viene infatti eseguita sia vocalmente che nella lingua italiana dei segni.
Nel 2009 ha pubblicato il romanzo autobiografico La bambina dei fiori di carta, per i tipi di Aliberti Editore; il volume ha avuto un grandissimo successo, tanto da venire ristampato più volte, anche in formato tascabile. Il titolo è ispirato all'attività che era divenuta il suo passatempo prediletto durante il ricovero al policlinico San Matteo di Pavia. Nel 2013 dal libro è stato anche tratto uno spettacolo teatrale, interpretato dalla stessa Maestri e adattato da Andrea Chiodi. Sempre nel 2009 Sarah è tornata ad essere la voce della notte di Rai Radio 2, conducendo in compagnia di Fernando Maraghini il programma Effetto notte[15], ancora nella fascia oraria tra mezzanotte e le due del mattino.
Nel settembre del 2011, in occasione della 68ª Mostra internazionale d'arte cinematografica di Venezia, la Maestri ha condotto su Rai Movie, tv ufficiale dell'evento, il programma quotidiano Ciak point, affiancata da Enrico Magrelli. Il 12 ottobre 2011 ha fondato la casa di produzione cinematografico-teatrale-televisiva Chichinscì srl (il nome deriva da un termine del dialetto varesotto che significa "qui"), basata nella città natale Luino.
In questi anni, Sarah inizia a partecipare, in veste di opinionista, a trasmissioni televisive a sfondo calcistico (notabilmente su Cielo e Italia 2). Tifa per il Milan e per il Varese (di quest'ultima squadra è anche la madrina ufficiale).
Il 25 maggio 2012 è uscito nelle sale il film Dietro il buio di Giorgio Pressburger, tratto dall'opera teatrale Lei dunque capirà di Claudio Magris, con Sarah Maestri nei panni di Euridice.
Il 22 luglio 2013, dopo due anni di preparazione, sono infine partite le riprese (che sono state in larga parte realizzate a Varese e provincia) de Il pretore, versione cinematografica del romanzo Il pretore di Cuvio, in cui interpreta Evelina Andreoletti, moglie del pretore.
Nell'ottobre 2013 ritorna a teatro, partecipando alla commedia Dò tosann e tré valiis, di Daniele Rezzonico per la regia di Yor Milano, messa in scena dal TEPSI (Teatro Popolare della Svizzera Italiana) ed interamente sceneggiata in dialetto ticinese. Questa costituisce la prima esperienza della Maestri come interprete in una piéce teatrale comica.
Nel 2017 esordisce come regista col cortometraggio Il mondo fuori da qua, girato in un orfanotrofio della Bielorussia e inerente ai progetti di accoglienza in Italia di bambini est-europei a seguito del disastro di Černobyl'; nello stesso anno è nel cast del film svizzero Frontaliers Disaster (spin-off della serie televisiva Frontaliers).

## Impegno sociale
Ha partecipato ad attività benefiche con AVIS, a un progetto per la difesa dei diritti dei bambini orfani nei Paesi dell'Est e a progetti di ambito religioso. Dal novembre 2018 è membro del comitato strategico del fondo a contrasto della povertà educativa minorile in rappresentanza del Miur. Da maggio 2019 è membro della Commissione Centrale di Beneficenza di Fondazione Cariplo.
Nel 2013 ha fondato l'associazione culturale 3elle ets, impegnata attraverso la promozione delle arti, in particolare il cinema, nel contrasto alla povertà educativa nelle scuole di ogni ordine e grado.

## Filmografia

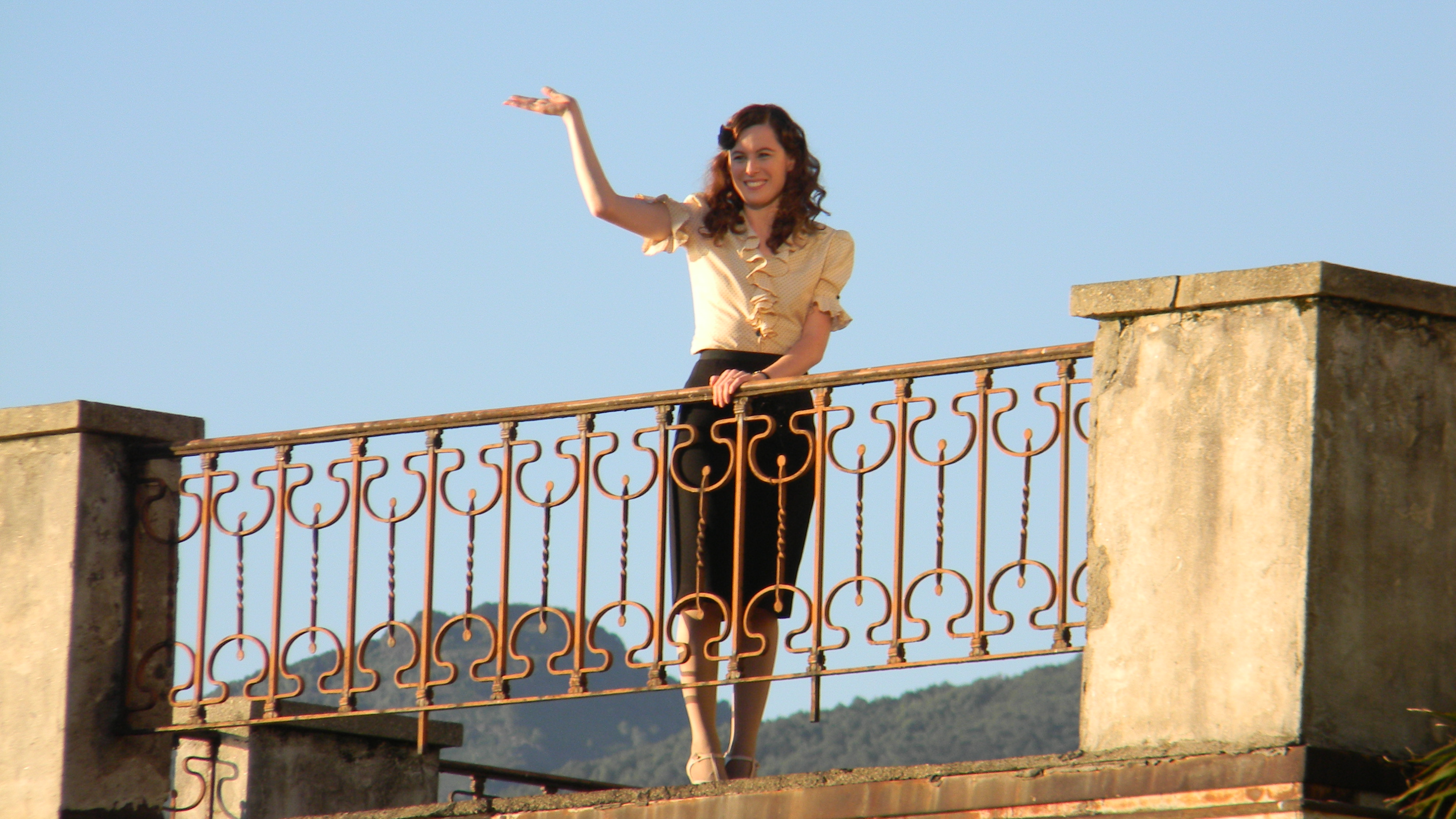
Sarah Maestri sul set del film Il pretore (agosto 2013)

### Cinema
- I cavalieri che fecero l'impresa, regia di Pupi Avati (2001)
- Flikerbook, regia di Rolando Colla (2001)
- Oltre il confine, regia di Rolando Colla (2002)
- Il cuore altrove, regia di Pupi Avati (2003)
- Notte prima degli esami, regia di Fausto Brizzi (2006)
- Notte prima degli esami - Oggi, regia di Fausto Brizzi (2007)
- Il nostro messia, regia di Claudio Serughetti (2008)
- La morte di pietra, regia di Roberto Lippolis (2008)
- La terra nel sangue, regia di Giovanni Ziberna (2008)
- Dietro il buio, regia di Giorgio Pressburger (2012)
- Il pretore, regia di Giulio Base (2014)
- Come saltano i pesci, regia di Alessandro Valori (2016)
- Riso, amore e fantasia, regia di Ettore Pasculli (2016)
- Frontaliers Disaster, regia di Alberto Meroni (2017)
- Succede, regia di Francesca Mazzoleni (2018)
- Mai mai mai, regia di Kent Donguines (2019) - cortometraggio

### Televisione
- Vivere – serial TV (1999)
- CentoVetrine – serial TV (2003-2004)
- Benedetti dal Signore - miniserie TV (2004)
- Amiche - miniserie TV (2004)
- La freccia nera - miniserie TV (2006)
- Un caso di coscienza - serie TV, episodio 4x04 (2009)
- La leggenda del bandito e del campione - miniserie TV (2010)
- Terra ribelle - miniserie TV (2010)
- Rex - serie TV, episodio 3x12 (2011)
- Che Dio ci aiuti - serie TV (2011)
- Provaci ancora prof! - serie TV (2012)
- Casa e bottega - serie TV (2013)

## Teatro
- Puck (da Sogno di una notte di mezza estate) - regia di Silvia Priori (1997)
- Little Italy - regia di Silvia Priori (1998)
- Teatro in smaschera - regia di Sharavan (2000)
- Strettamente riservato - regia di Rock di Gioia (2001)
- La coppia - recital di F. Lasagna (2001-2002)
- Lo zoo di vetro - regia di Federico Zanandrea (2005)
- Perversioni sessuali a Chicago  - regia di Massimiliano Farau (2008)
- Io come voi - regia di Fabio Salvatore (2008)
- La bambina dei fiori di carta - regia di Andrea Chiodi (2013)
- Dò tosann e tré valiis - regia di Yor Milano (2013)

## Radio
- Non voglio mica la luna, in onda su Rai Radio 2 (2008)
- Effetto Notte, in onda su Rai Radio 2 (2009-2010)

## Programmi televisivi
- Ciak Point Venezia (2011), Rai Movie

## Discografia
- Niente di speciale - singolo e videoclip, in duetto con Daniele Stefani (2008)

## Opere letterarie
- La bambina dei fiori di carta, Reggio Emilia, Aliberti Editore, 2009, ISBN 9788897949626.
- Stringimi a te, Milano, Garzanti, 2022, ISBN 9788811006633.

## Riconoscimenti
- Telegrolla d'oro 2003 - miglior attrice di soap opera[2].
- Magna Grecia Award 2007[20].
- Nuova certezza del cinema italiano 2007[20].
- Premio Fausto Tozzi 2007[21].
- Premio attrice emergente alla 68ª Mostra internazionale d'arte cinematografica di Venezia 2009.[22]
- Premio Afrodite 2010 - menzione speciale per La bambina dei fiori di carta[23].
- Premio Tindari 2011[24].
- Airone d'oro 2017[13].